# بيل غيليسبي
بيل غيليسبي (بالإنجليزية: Bill Gillespie)‏ هو سياسي أمريكي، ولد في 19 أبريل 1928 في دايتونا بيتش في الولايات المتحدة، وتوفي في 5 يوليو 2008 في نيو سميرنا بيتش في الولايات المتحدة. حزبياً، نشط في الحزب الديمقراطي. وقد انتخب عضو مجلس نواب فلوريدا.